# Sandalwood (cheval)
Sumba
Vous lisez un « article de qualité » labellisé en 2021.
Pour l’article homonyme, voir Sandalwood.
Le Sandalwood, ou Sumba (indonésien : kuda Sandel ou kuda Sumba), est une race de petits chevaux originaire de l'île de Sumba, en Indonésie. Son origine reste controversée, ses ancêtres présentant vraisemblablement le type du cheval mongol. La race fait l'objet d'un important commerce durant une grande partie de son histoire, en particulier entre 1890 et 1910, avec le bois de santal dont elle prend le nom. À partir des années 1960, ce cheval est croisé avec le Pur-sang australien dans le but d'augmenter sa taille et ses performances en course. Il en résulte une nette augmentation de sa taille et une évolution dans son modèle, désormais devenu plus proche du cheval de course.
Le Sandalwood actuel est un petit cheval raffiné, doté d'une tête carrée et de crins fournis, sélectionné sur ses performances en course de galop. Il présente une grande variété de robes, bien que le bai, sous toutes ses variantes, soit le plus fréquent. Le cheptel de Sumba est régulièrement victime d'infestations par des parasites trypanosomes, provoquant le surra, une maladie mortelle.
Il existe plus de 50 000 chevaux Sandalwood sur les îles indonésiennes, avec une bonne diffusion en dehors de Sumba, mais la race est menacée par les croisements visant à faire naître des chevaux de course. Le Sandalwood est impliqué dans de nombreux aspects socio-culturels de la vie des Sumbanais, depuis les dots  de mariages jusqu'aux sacrifices mortuaires, en passant par les compétitions de pasola.

## Dénomination

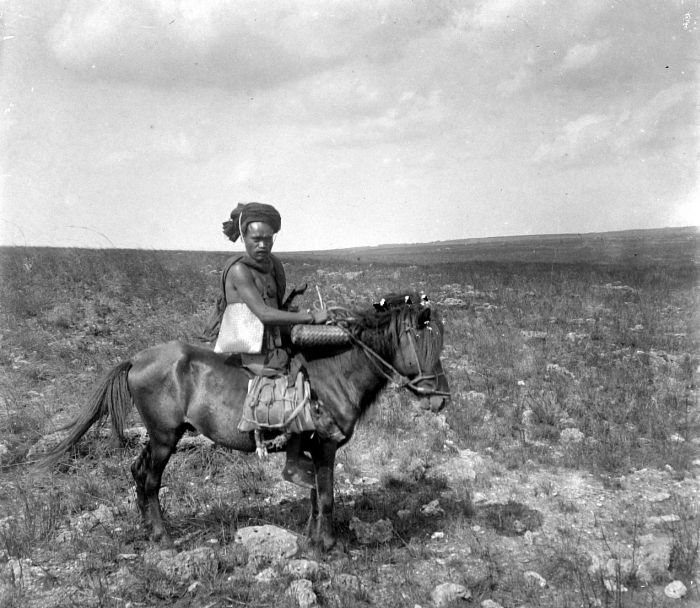
Cavalier de Sumba, vers 1920-1930.

Selon la base de données DAD-IS de la FAO, l'indonésien « Sandelwood » est le nom international le plus commun pour désigner cette race de chevaux. On trouve aussi les noms kuda Sandel (kuda signifiant « cheval »), et Soemba, dans cette même langue. Les chercheurs indonésiens Melkianus D. S. Randu (département de l'élevage de l'École polytechnique agricole de la principauté de Kupang) et B. Hartono (Faculté d'élevage de l'Université de Brawijaya à Malang) utilisent à équivalence les noms Sandelwood et kuda Sandel.
En français, cette race est le plus souvent référencée sous le nom de « Sandalwood » (notamment dans les traductions des auteurs italiens Maurizio Bongianni et Gianni Ravazzi, celle de l'autrice tchèque Helena Kholová et dans le guide Delachaux). En anglais, la race s'appelle Sandel, Sandalwood ou Sumbanese ; Sandehootpaard est le nom néerlandais.
Cette race de chevaux est nommée d'après le bois de santal (Santalum album), qui forme le produit d'exportation majeur des petites îles de la Sonde, et de l'Indonésie d'une manière plus générale,,,. Il semble que les commerçants de la Compagnie néerlandaise des Indes orientales (VOC), qui s'intéressaient quasi-exclusivement au bois de santal, aient ainsi nommé ces chevaux par analogie.

## Sources et définition

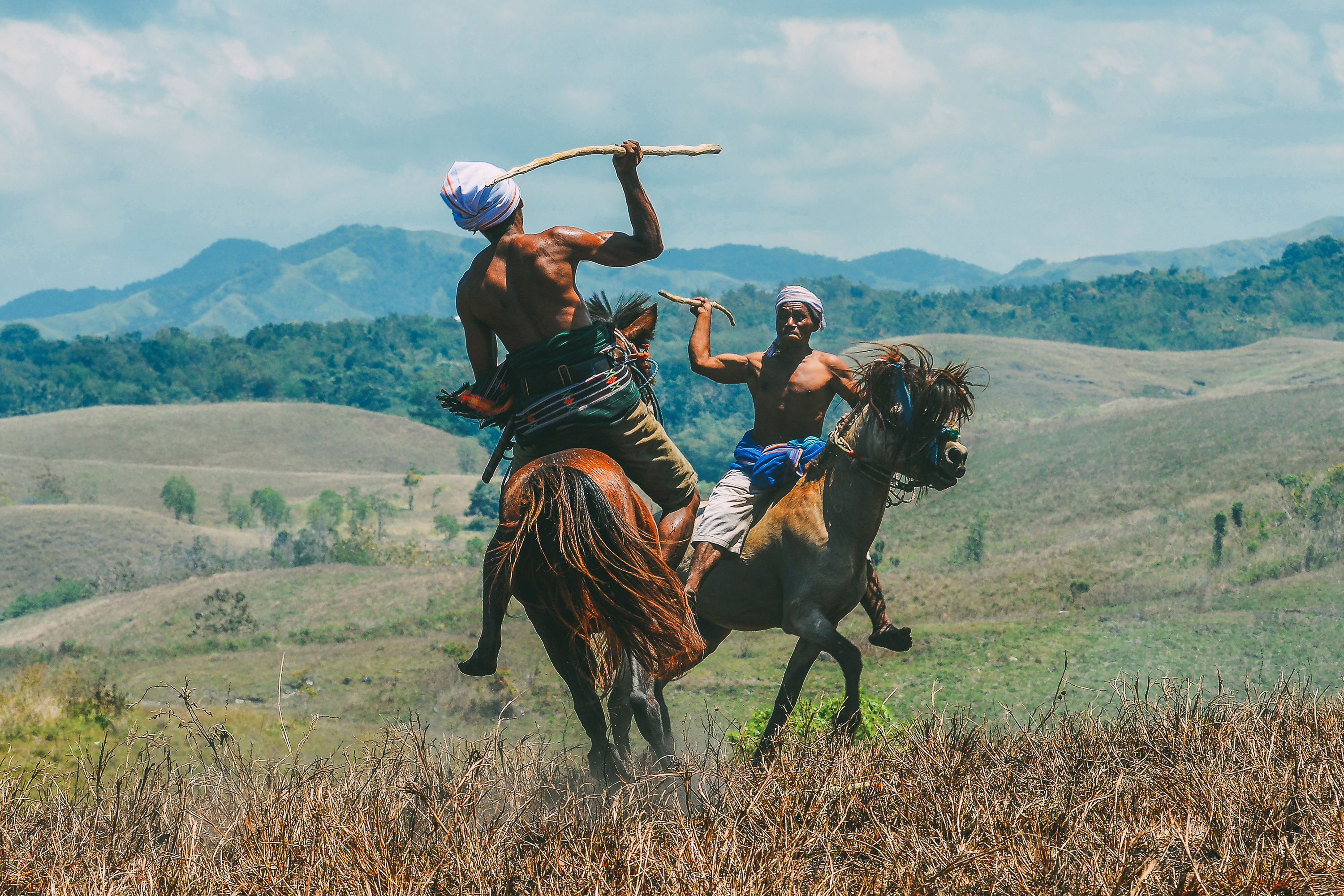
Cavaliers de Sumba lors d'une compétition de pasola.

Les chevaux d'Asie du Sud-Est sont méconnus. La race Sandalwood fait l'objet de peu d'études. Le prisme européen, avec sa recherche d'exotisme, a influencé la vision de l'histoire du cheval. D'après les chercheurs indonésiens Cynthia Dewi Gaina et Nancy D. F. K. Foeh (université de Nusa Cendana, Kupang), ainsi que d'après Randu et Hartono, la race du Sandelwood ou kuda Sumba n'existe, par définition, que sur l'île de Sumba,. Le décret du ministre de l'Agriculture de la république d'Indonésie numéro 426 / Kpts / SR.120 / 3/2014 décrit le « Sandelwood » ou « Kuda Sandel » comme une ressource génétique parmi d'autres chevaux locaux indonésiens, avec une distribution sur l'île de Sumba,. Cette race est fréquemment confondue, à tort selon Gaina et Foeh, avec les petits chevaux issus de l'île voisine de Sumbawa.
Le dictionnaire de référence de CAB International (Mason's World Dictionary of Livestock Breeds, Types and Varieties, 6e édition de 2020), classe, comme la base de données DAD-IS, le « Sandalwood » et le « Sumba » comme étant une seule et même race de chevaux. Trois auteurs anglophones, le journaliste britannique Elwyn Hartley Edwards, la journaliste équestre britannique Caroline Silver (1984), et l'éleveuse Bonnie Lou Hendricks (université de l'Oklahoma, 1995, réédition en 2007) traitent le Sandalwood et le Sumba comme deux races de chevaux séparées. L'encyclopédie francophone Delachaux, qui prend une partie de ses sources chez Hendricks, commet la même erreur.
En revanche, l'autrice tchèque Helena Kholová (1997), ainsi que les auteurs italiens Maurizio Bongianni (1987) et Gianni Ravazzi (2010), accordent un article au « Sandalwood », mais ne traitent pas d'une race nommée « Sumba ».
En 2008, les historiens Greg Bankoff, Sandra Swart, Peter Boomgaard, William Clarence-Smith, Bernice de Jong Boers et Dhiravat na Pombejra co-publient un ouvrage de référence consacré à l'élevage et au commerce du cheval en Indonésie, Breeds of Empire ; il met en relief la méconnaissance de l'histoire de ces chevaux dans le monde occidental. En 2018, la caractérisation des chevaux de l'île de Sumba restait encore très peu claire, de sorte qu'une première étude (Gaina et Foeh, 2018) a été menée pour collecter des informations relatives au modèle et à la biologie de ces chevaux.

## Histoire

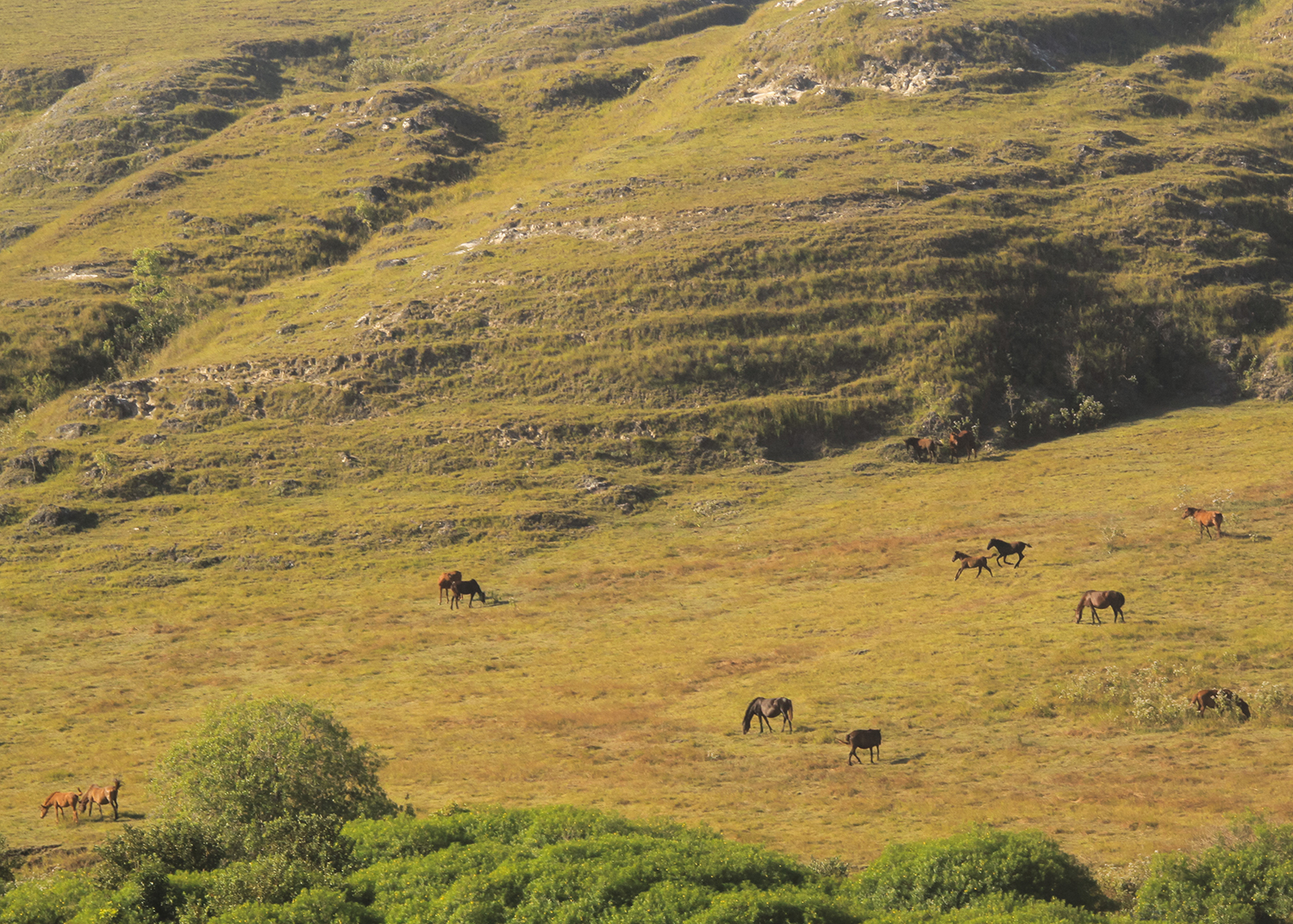
Chevaux de Sumba dans la région de Waingapu.

### Origines
Les origines exactes des chevaux locaux de Sumba sont discutées,. D'après les données de DAD-IS, le Sandalwood est une race localement adaptée, qui n'est donc pas native des îles où elle se trouve, puisqu'elle descendrait d'un mélange entre des chevaux de type Tarpan venus du continent asiatique, et des chevaux mongols de la cavalerie de Kubilai Khan, importés à la fin du XIIIe siècle dans le cadre d'une expédition punitive contre l'île de Java,. Bonnie Lou Hendricks et Helena Kholová décrivent au contraire cette race comme native des îles de Sumba et Sumbawa. Il est difficile de savoir quand son élevage a précisément débuté, dans la mesure où les plus anciennes sources écrites à ce sujet (datées du XVIe siècle,) sont rédigées par des commerçants portugais, néerlandais et britanniques.
La VOC s'intéresse presque exclusivement à l'île de Sumba. Les contacts entre les habitants de l'île de Sumba et les marchands européens restent très limités jusqu'au début du XIXe siècle. Les échanges commerciaux concernent le bois de santal, les chevaux, et des objets métalliques.
Une idée répandue, notamment chez Randu et Hartono, Hendricks, Moira, Swinney et Ravazzi, veut que ces chevaux aient des origines arabes. Le naufrage d'un navire en partance vers l'Australie, chargé d'étalons arabes, est évoqué pour créditer cette origine supposée,. D'autres sources estiment que des chevaux arabes ont été apportés par les Hollandais voilà plusieurs centaines d'années,. Pour Helena Kholová, « rien n'indique que des chevaux d'importation aient participé ou non à son développement ». Le guide Delachaux indique des origines mongoles et chinoises pour le « Sumba », et des origines arabes pour le Sandalwood.
Charles Darwin cite les chevaux indonésiens en exemple de variation d'une même espèce animale domestique dans son ouvrage de référence De la variation des animaux et des plantes sous l'action de la domestication (1876).

### Commerce et exportations

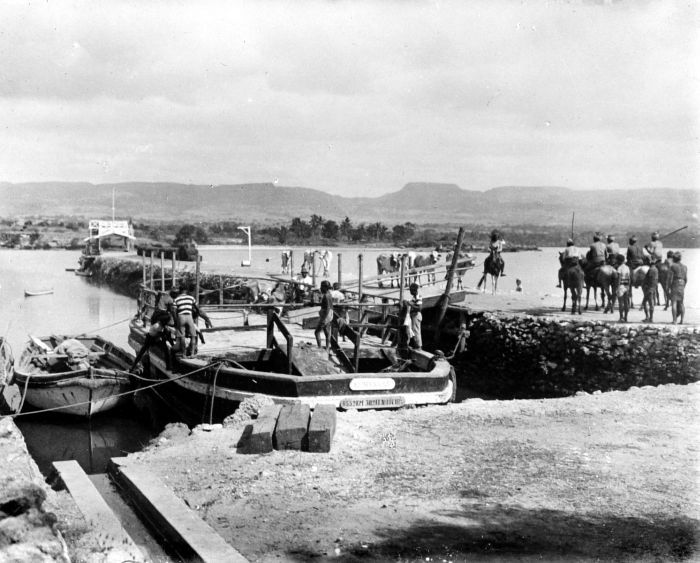
Transport de chevaux et de bétail par bateau à Sumba, entre 1900 et 1940.

La littérature est beaucoup plus prolifique pour ce qui concerne les exportations de chevaux depuis l'île de Sumba, cependant, les sources rassemblées par Bankoff et Swart ne font pas mention de ce commerce avant 1830. En 1890, un écrivain témoigne d'une fréquence importante de ce commerce depuis 1840, sous l'impulsion des aristocrates locaux. Son âge d'or se situe entre les années 1890 et 1910. Entre 1891 et 1900, d'après Bankoff et Swart, près de 3 000 chevaux sont exportés depuis l'île.
Ce commerce de chevaux depuis Sumba a toujours été en rude concurrence avec les éleveurs de l'île voisine de Sumbawa, qui exportent un animal très similaire. Il existe aussi une concurrence des éleveurs du Timor et de Savu, mais les chevaux de Sumba et Sumbawa ont la meilleure réputation. Ces îles ont en commun une population humaine réduite, un climat sec, et de vastes herbages de savane, formant un terrain idéal pour l'élevage équin.
Vers 1870, des marchands arabes construisent des habitations temporaires sur Sumba, ainsi que des enclos pour les chevaux. W. Doherty, qui visite Sumba en 1891 pour y étudier les papillons, y décrit une pratique de combats d'étalons en tant que divertissement typique. En 1900, un document consacré au commerce des États-Unis avec d'autres pays décrit l'« affreux petit poney Sandalwood » présent sur l'île de Java.
Les Hollandais colonisent l'île de Sumba au début du XXe siècle, et y élèvent des animaux qu'ils revendent comme chevaux de cavalerie en Inde, afin de répondre à la demande militaire. Ces animaux sont sélectionnés dans l'Est de l'île de Sumba, ce qui pousse, entre autres, le clan dirigeant de Kapunduku, Ana Matjua, à quitter la capitale située au sommet de la colline et à organiser le petit village de Kapunduku. En 1944, les îles de Sumba et Sumbawa sont considérées comme les centres d'élevage équin des Indes orientales néerlandaises.

## Description

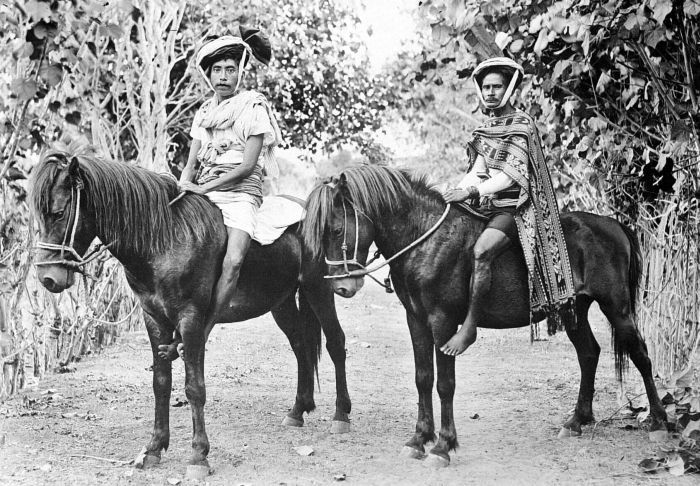
Deux Soembanezen sur leurs poneys Sandalwood, montés en bride sans mors.

Le Sandalwood appartient au groupe des poneys d'Asie du Sud-Est, ; il est proche des poneys de Java, de Sumatra et de Timor. D'après les chercheurs indonésiens Gaina et Foeh, sa taille inférieure à 1,45 m à l'épaule tendrait à le faire catégoriser comme un poney, malgré les nombreux croisements récents de la race avec le cheval Pur-sang, doté d'une plus grande stature. Vini Nur Alfiani et collègues (Fakultas Peternakan Universitas Padjadjaran) le qualifient de « très petit cheval » (kuda sangat kecil) ou de « poney » (kuda poni).

### Taille et poids
La taille moyenne des chevaux de Sumba a augmenté au fil du temps. En 1930, l'ouvrage du département d'étude des Indes orientales cite une fourchette de 1,12 m à 1,30 m, précisant que les chevaux qui dépassent cette taille ont été croisés avec des animaux d'importation. D'après la base de données DAD-IS, les mâles toisent en moyenne 1,30 m, et les femelles 1,29 m, pour un poids médian respectif de 246 et 209 kg. Gianni Ravazzi (2010), Maurizio Bongianni (1987) et Helena Kholová (1997) citent une taille de 1,23 à 1,33 m. Caroline Silver, Hendricks et le guide Delachaux attribuent une taille de 1,22 m au type le plus primitif de la race,. La journaliste équestre londonienne Nicola Jane Swinney cite une taille de 1,32 m pour le Sandalwood, et de 1,22 m pour le Sumba. Le guide Delachaux annonce une fourchette de 1,21 à 1,42 m chez le Sandalwood.
D'après l'encyclopédie de CAB International (2016), qui cite une fourchette de 1,30 m à 1,42 m au garrot, la taille moyenne a nettement augmenté durant la première décennie du XXIe siècle.
Différentes mesures de référence de chevaux de course sumbanais ont été prises. Celles d'Alfiani et collègues, en 2016, donnent une hauteur moyenne à l'épaule de 125,39 ± 3,57 cm, chez 33 chevaux mâles âgés de 4 à 7 ans, participant aux courses traditionnelles dans le kabupaten de Sumba oriental. En 2018, sur la base d'un cheptel de 30 chevaux représentatifs utilisés pour les courses, l'équipe de Gaina et collègues trouve une hauteur moyenne de 138,8 ± 8,4 cm chez les chevaux adultes, pour une longueur de corps moyenne de 139,4 ± 9 cm. La largeur de poitrine moyenne est de 41,3 ± 57,1 cm, la hauteur moyenne des hanches est de 133,9 ± 8,8 cm, enfin la longueur d'épaule moyenne de 58,5 ± 5,5 cm.

### Morphologie

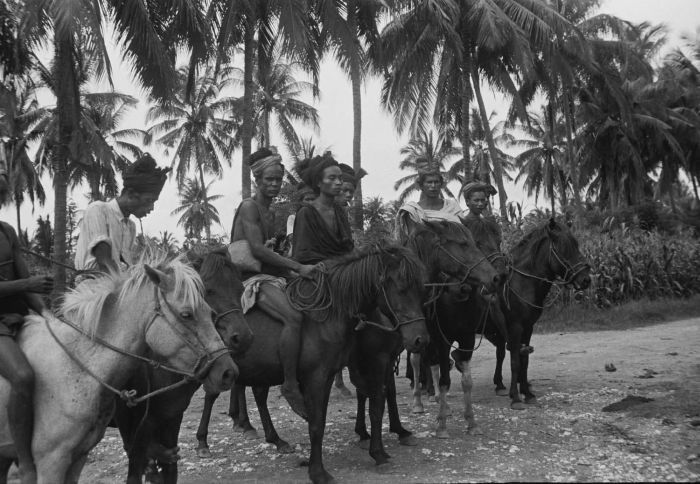
Groupe de chevaux de Sumba montés en bride sans mors, en 1949.

Helena Kholová décrit le Sandalwood comme « le plus raffiné des poneys indonésiens ». Par comparaison aux autres poneys indonésiens, le modèle du Sandalwood s'éloigne en effet du type du cheval mongol, qui est commun chez les poneys de Sumbawa, Timor, Flores et Lombok. Il existe peu de données relatives à la morphométrie des chevaux de Sumba. L'analyse de Praing et al., publiée en 2019, montre une grande diversité morphométrique chez les chevaux de course. La morphologie influe sur les performances, notamment en course : les chevaux dotés d'un grand tour de poitrine et d'une poitrine large obtiennent de meilleurs résultats. D'après Alfani et al., la sélection basée sur les courses sur courte distance favorise la reproduction de chevaux au modèle court, dont la hauteur au garrot est plus élevée que la longueur du corps.
Silver, Swinney, Hendricks et Rousseau différencient le « Sandalwood » du « Sumba » en décrivant le premier comme plus grand, moins « primitif », et plus raffiné,,,.
Le modèle du poney primitif est compact, de type médioligne. Il rappelle celui de la race voisine du Batak. Le Sumba primitif est également très proche du Sumbawa. Le modèle de la race caractérisée en 2018 se rapproche davantage de celui du cheval de course, notamment en termes de longueur des épaules.

#### Tête
Chez le Sandalwood, la tête est légère et relativement petite, plutôt carrée et proportionnée
, proche de celle de l'Arabe,, avec un profil rectiligne,. Le type le plus primitif de la race de Sumba présente une tête plutôt massive et rustique,,. Les oreilles sont alertes et droites, de petite taille
,. Le toupet de la crinière retombe sur le front. Les yeux présentent une forme d'amande,.

#### Avant-main, corps et arrière-main
L'encolure est proportionnée,, plutôt courte et large chez le Sumba primitif,,, plus longue chez le Sandalwood de course. La poitrine est développée et profonde,. L'épaule est inclinée chez le Sandalwood,
, droite chez le Sumba primitif. Le garrot est saillant chez les Sandalwood selon Hendricks, modérément saillant selon Bongianni
, plutôt plat chez les Sumba primitifs de pure race,. Le dos est généralement long, et droit,,, ou un peu plus creux. La croupe est inclinée,,. Les membres sont solides bien que fins, et terminés par des pieds durs,.
La crinière est épaisse et abondante ; elle pousse droit chez le Sumba primitif. La queue est implantée relativement haut.

### Robe

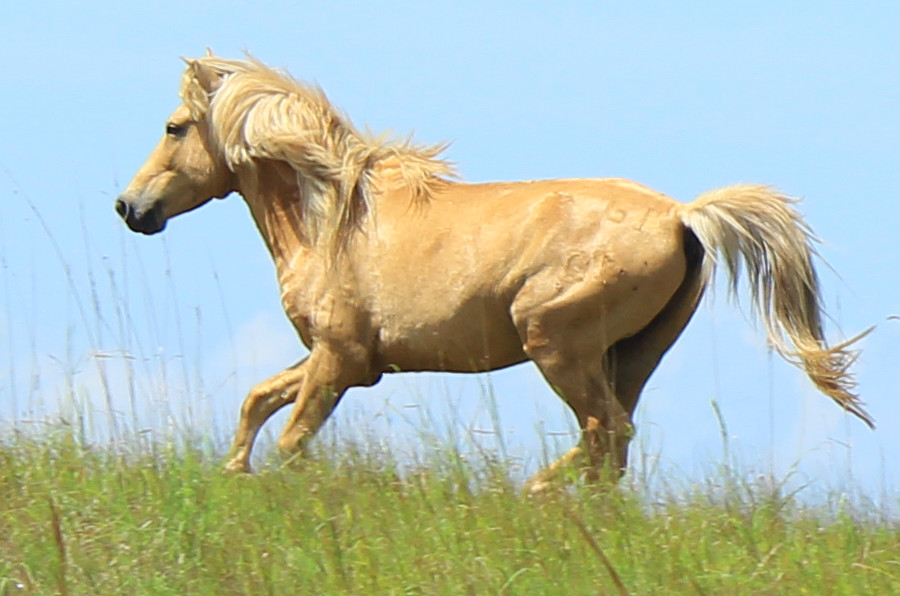
Sandalwood de robe palomino.

La robe la plus représentée chez ces chevaux est le bai, sous toutes ses nuances. La robe bai-brun est localement nommée dragem.
Le bai dun, caractérisé par une raie de mulet et des crins foncés, est également bien représenté, de même que le noir dun, ou souris. Ces deux robes sont fréquentes chez les races de chevaux primitives, formant les deux robes citées comme les plus communes chez le Sumba et le Sumbawa primitifs. Ces deux robes sont nommées plongko en indonésien, terme décrivant la présence de rayures.
Kholová estime que l'alezan foncé est la plus belle robe chez cette race. Le Sumba et le Sandalwood présentent une très grande diversité de robes,,, : noir, gris, isabelle, pie… La robe « beige » (correspondant probablement au palomino ou à la double dilution par le gène Crème) est localement décrite sous le vocable bopong, tandis que le gris est nommé dawuk.
Un trait distinctif du Sandalwood est la présence d'une robe brillante avec une peau fine, caractéristique des chevaux des pays tropicaux.

### Allures, entretien et tempérament

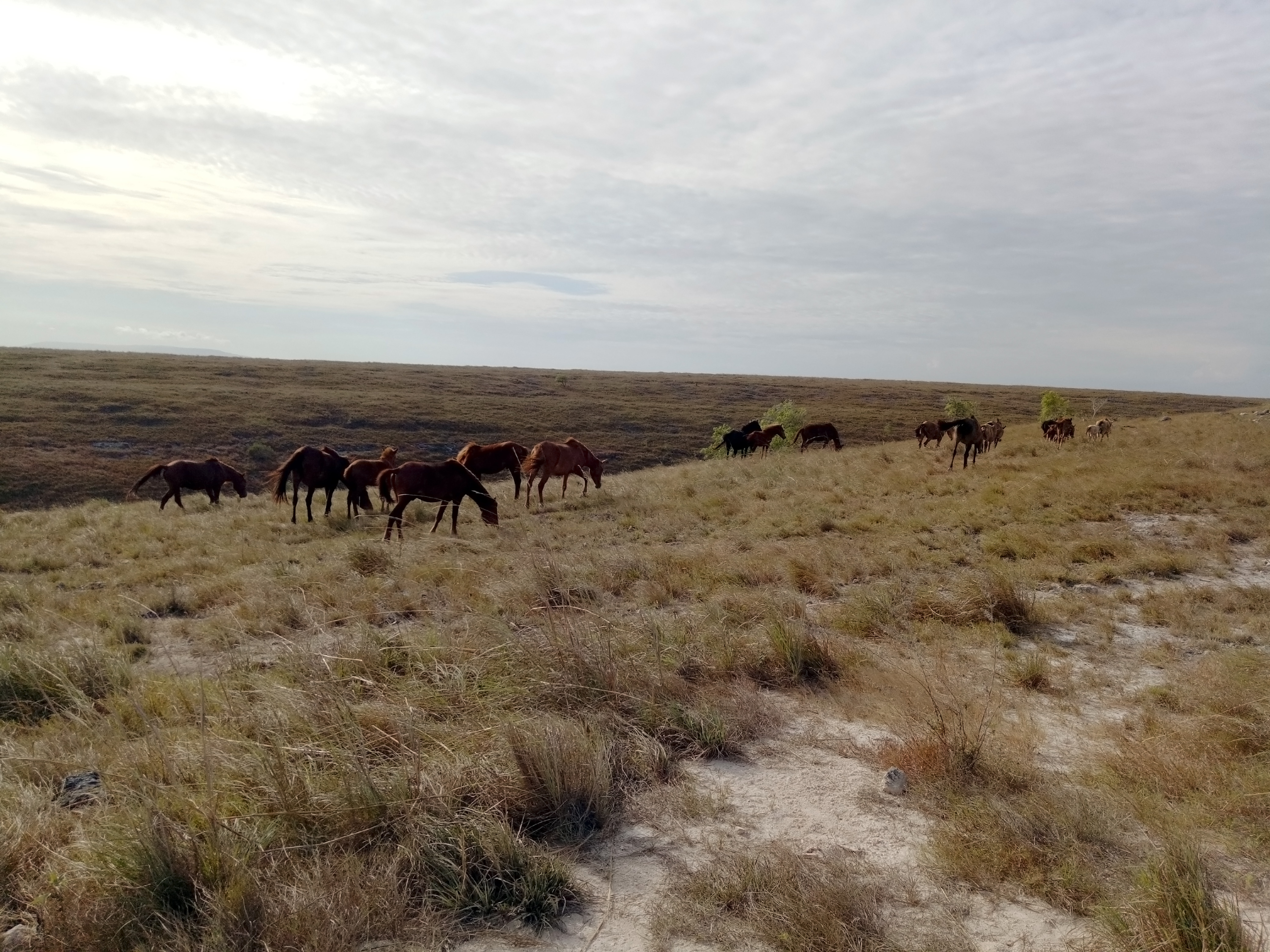
Groupe de chevaux de Sumba en libre pâture sur l'herbe de savane poussant sur l'île.

Les allures sont réputées qualiteuses. Le Sandalwood a fait l'objet d'une étude visant à déterminer la présence de la mutation du gène DMRT3 à l'origine des allures supplémentaire : l'étude de six sujets n'a pas permis de détecter la présence de cette mutation chez le Sumba ni l'existence de mentions de chevaux ambleurs parmi la race. 
Sur Sumba, les Sandalwood sont élevés dans des écuries solidement bâties, en système semi-intensif, et nourris d'herbes des champs, de fourrage et de déchets agricoles, en fonction de la disponibilité. Les chevaux sont gardés près des habitations de leurs propriétaires, généralement attachés dans la cour.
Les Sandalwood déploient une grande endurance
,,, et sont résistants, rapides et agiles
,. Ils tolèrent les chaleurs importantes, et sont réputés pour « ne jamais transpirer ». Ils se montrent dociles et obéissants, de caractère agréable,, tranquilles mais énergiques
.

### Sélection

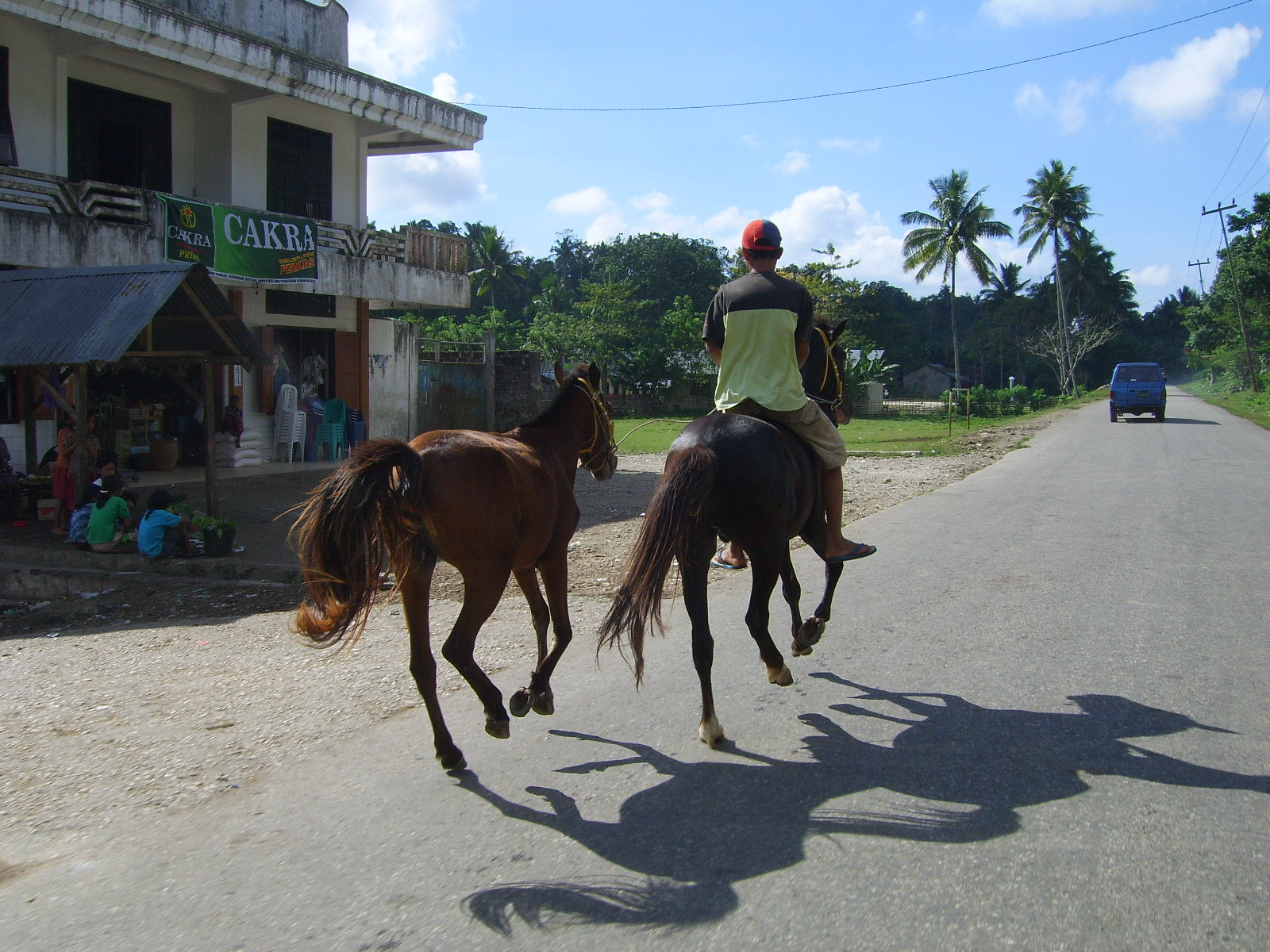
Chevaux de course dans l'Est de l'île de Sumba, probablement issus d'un croisement avec le Pur-sang.

D'après DAD-IS, le Sandalwood ne dispose pas de registre généalogique (stud-book). Néanmoins, la race a fait l'objet d'une sélection passée qui a privilégié les animaux les plus légers et « élégants »,. Les poneys pourvus d'une grosse tête et d'une queue grossière ont été contre-sélectionnés. Les Sandalwood de course sont généralement sélectionnés de manière subjective sur la base de traditions coutumières, en fonction du positionnement des épis du poil, de la couleur de robe, de la lignée et de la forme des lèvres.
L'Indonésie octroie très peu d'attention au soutien à l'élevage du cheval Sandalwood. Il est théoriquement protégé des croisements avec le Pur-sang, un programme national indonésien protégeant et promouvant le 'Sandel' élevé en race pure. Le décret du ministère de l'agriculture indonésien (Kementan) n°43 / Kpts / PD.010 / 1/2015 a permis la création de zones de développement de l'élevage dans la partie orientale de l'île de Sumba. Les animaux issus de croisements avec des chevaux de course sont décrits et référencés sous le nom de Sumbar-Sandel-Arabe. Différentes compétitions de course et d'autres sélections sont organisées chaque année, entraînant une sélection des reproducteurs. Les meilleurs chevaux de course deviennent des étalons à leur tour.
Les recommandations gouvernementales officielles portent sur la création d'une organisation de conservation de l'élevage, la formation aux courses de chevaux, un plus grand nombre de courses, la limitation de l'abattage des chevaux, le recours à l'insémination artificielle, l'utilisation de technologies de promotion et de commercialisation, l'amélioration de la coordination et de la participation, et l'amélioration de la qualité et du niveau de l'élevage des chevaux. Cependant, sur le terrain, la plupart des efforts concrets portent sur l'élevage bovin.

### Santé

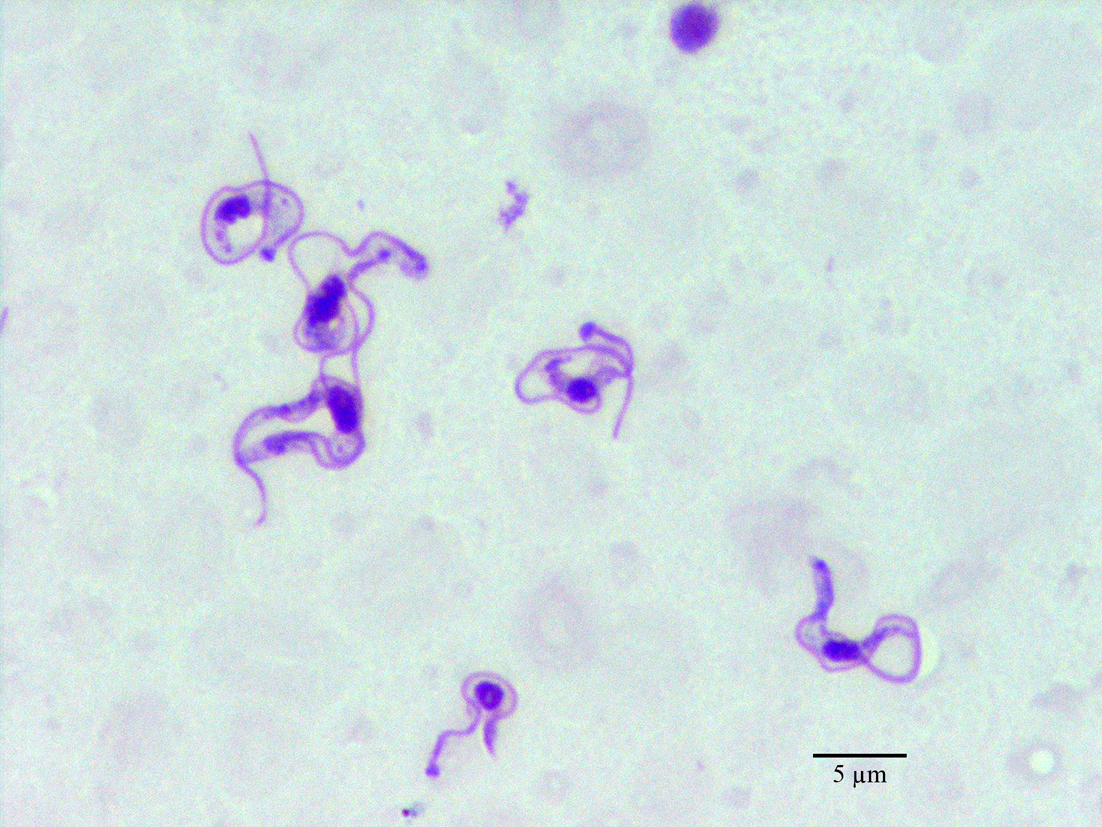
Trypanosoma evansi dans le sang d'un chien infecté.

En 2018, la température corporelle moyenne de 30 chevaux représentatifs est évaluée à 37,5 ± 0,60 °C (pour une moyenne de 38,2 ± 0,30° chez les poulains), ce qui la situe dans les normes des autres races de chevaux.
La première analyse hématologique de référence a été publiée en 2020. Les chevaux de Sumba peuvent être victimes de trypanosomiases transmises par des parasites trouvés dans la savane. Une maladie fréquente sur Sumba, le surra, est causée par l'espèce Trypanosoma evansi, et se révèle généralement fatale pour les chevaux, la mort survenant entre une semaine et 6 mois après infestation. La gravité de l'infection est variable en fonction de la sensibilité de chaque animal, et de la présence ou non de parasites supplémentaires, tels que des Tabanus et des Stomoxys. Il existe des moyens de lutte contre le surra, mais ils ne sont pas toujours connus des éleveurs.
Entre 2010 et 2012, un relevé épidémiologique a fait état de 1 159 chevaux infectés par le surra sur toute l'île de Sumba. Dans le seul village de Kabaru (kabupaten de Sumba oriental), sur 100 chevaux dont le sang est analysé, 8 % sont infectés par 13 à 71 parasites Trypanosoma evansi, pour une moyenne de 34.5±22.7, sans différence significative entre les mâles et les femelles.
Une nouvelle étude épidémiologique est conduite début 2017 dans quatre districts de Sumba, en utilisant le test d'agglutination sur carte, et permet de mieux caractériser les signes cliniques du surra des chevaux sur l'île de Sumba : anémie, perte de poids, troubles neurologiques (paralysies) et œdèmes surviennent. La fréquence du surra est plus importante dans l'Ouest de Sumba. Cependant, statistiquement, début 2017, le nombre de chevaux séronégatifs au surra est supérieur à celui des chevaux séropositifs. Il semble aussi que les chevaux qui ont été amenés depuis une autre région, à la suite de dots ou de cadeaux, soient moins vulnérables au surra que les chevaux nés sur place.
Dans le kabupaten de Sumba du Sud-Ouest, la majorité des propriétaires de chevaux interrogés en 2018 déclarent faire vacciner leurs animaux ; en revanche, les deux tiers ne donnent jamais de compléments de vitamines à leurs animaux.

## Utilisations

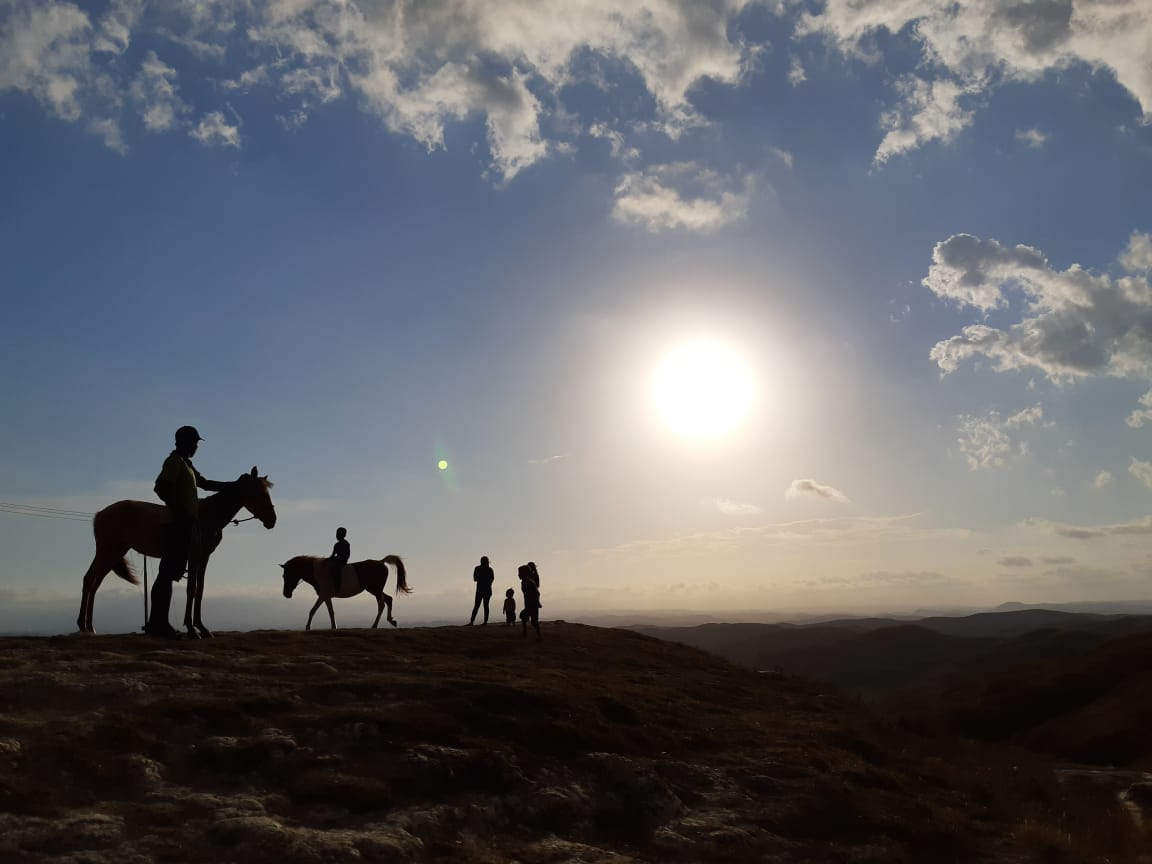
Sandalwood présentés et montés pour le tourisme sur l'île de Sumba.

Le cheval de Sumba répond à des besoins universels sur son île,,. Il peut être monté, bâté ou attelé (en traction légère),,, par exemple pour aider aux travaux agricoles,. Il transporte ainsi le maïs, le riz, l'eau, et des personnes.
Il est aussi impliqué dans l'industrie du tourisme, et sa viande peut être consommée, devenant une source de protéines. Le Sumba fait une bonne monture pour les enfants, notamment en Australie. En dépit de sa taille réduite, ce cheval est assez fort pour porter des adultes. Sur leur île d'origine, le cheptel est dédié à la reproduction. La modernisation des modes de vie entraîne une évolution des usages du cheval, davantage tournés vers le sport et les courses.

### Courses
Les chevaux de Sumba servent surtout d'animaux de course (« course de chevaux » se dit palapangu dans l'Est de Sumba), dans toute l'Indonésie. Les courses de chevaux indonésiennes sont gérées par la PORDASI (Persatuan Olahraga Berkuda Seluruh Indonesia : Association indonésienne des sports hippiques), qui soutient à la fois les courses modernes et les traditionnelles, dont font partie les courses de chevaux de race Sandalwood.
D'après Hendricks, Bongianni et Ravazzi, ces chevaux sont montés à cru sur leur île natale, à l'occasion de compétitions courues sur une distance de quatre à cinq kilomètres,,. Alfiani et collègues (2016) citent une distance beaucoup plus courte, soit des courses sur une piste de 920 mètres, courues au moins trois fois par an.
Réputés pour leur vitesse,, ces chevaux sont entraînés depuis la naissance jusqu'à l'âge adulte, et présentés dans des compétitions durant lesquelles ils doivent couvrir une distance prédéterminée. Ils sont nourris de maïs et de son de riz, aliments qui sont réservés aux animaux de course. Les chevaux qui ont remporté plusieurs courses ont une valeur économique, sociale et politique élevée,. La diversité morphologique des chevaux vainqueurs en course est grande, probablement car les facteurs environnementaux entrent aussi beaucoup en compte dans les chances de victoire.
Cet usage du Sandalwood en course existe aussi en Thaïlande,.

### Lait
La première étude consacrée au lait de jument en Indonésie a été menée sur des juments de race Sumba en 2004. Portant sur la composition du lait, elle est publiée dans une revue de recherche indonésienne. Elle conclut à une forte activité antimicrobienne (la plus forte parmi les neuf races équines et bovines testées), qui semble propre aux chevaux originels de Sumba et de Sumbawa, puisqu'on ne la retrouve pas chez les juments métisses issues d'un père Pur-sang. Cette activité antimicrobienne semble particulièrement efficace contre Streptococcus agalactiae et Streptococcus pyogenes.
L'augmentation de la consommation de lait de jument et de viande fait partie des objectifs stratégiques du gouvernement indonésien pour le kabupatem de Sumba du Sud-Ouest.

### Croisements
La popularité des courses sur les îles a motivé des expériences de croisement du Sandalwood avec des chevaux de course d'origine Pur-sang, importés d'Australie, dans le but d'en augmenter la taille et la rapidité,. Ce programme de croisements est encouragé par le gouvernement local indonésien depuis 1968, via l'usage de l'insémination artificielle. Ces croisements sont aussi pratiqués en Malaisie. Ainsi, la race Sumbar-Sandel-Arabe a été développée à partir du Sandalwood pour courir sur les pistes d'hippodrome sous le nom de « Sumbar-Arabe » ; les croisements subséquents avec le Pur-sang ont donné le Kuda-Pacu, ou « cheval de course indonésien ».

## Diffusion de l'élevage

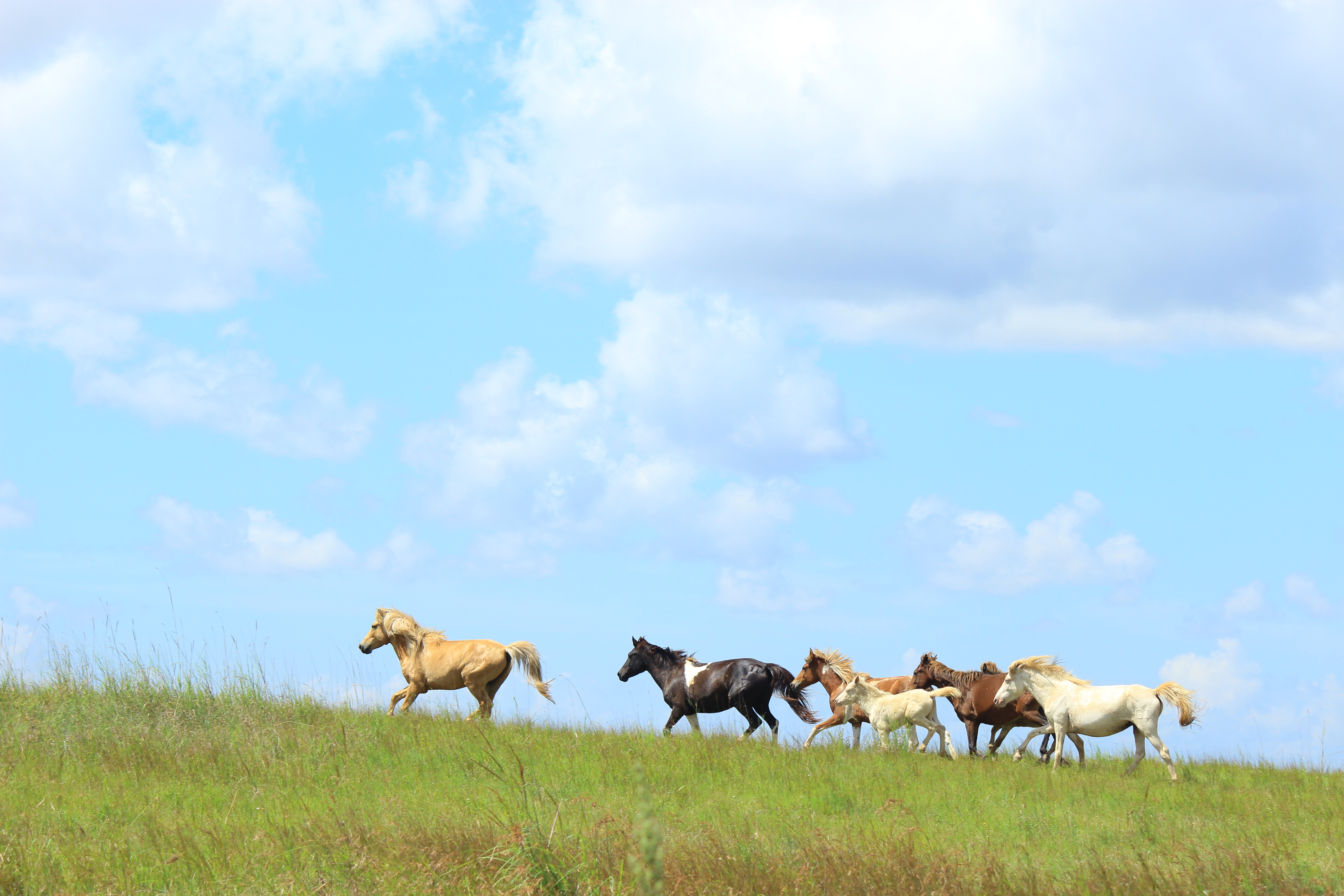
Groupe de chevaux de Sumba.

L'île de Sumba compte le plus haut taux de chevaux de toute l'Indonésie. Répertorié parmi les races de chevaux locales de l'Indonésie, le Sandalwood est considéré comme commun par Hendricks. Il se trouve sur l'île de Sumba, dans certaines régions spécifiques de l'Est, du centre et de l'Ouest. Cette île est située dans la province des petites îles de la Sonde orientales. Le Sandalwood de course est présent à la fois dans les petites îles de la Sonde, mais aussi à Java, Madura, à Bali, et en Australie, où il a été exporté. Cette race de chevaux a toujours été considérée comme l'une des principales ressources exportées depuis son île d'origine. L'élevage des chevaux perdure sur l'île de Sumba grâce à un biotope favorable (herbages de savane), tout comme celui des bovins. En 2018, une étude des stratégies possibles pour développer l'élevage du cheval dans le kabupaten de Sumba du Sud-Ouest (riche de 17 607 hectares de terrain pâturable et comptant 9,87 % du total des chevaux de Sumba) est publiée. Elle montre que le nombre de propriétaires de chevaux est relativement limité, qu'ils ont un faible niveau d'éducation, et peu de connaissances de la gestion des soins à apporter.
En 1997, un comptage assez précis transmis à la FAO fait état de 55 000 poneys Sandalwood présents en Indonésie, avec une tendance à la baisse des effectifs ; le chiffre de 50 000 poneys de race Sumba et Sumbawa en 2003 est avancé. En 2011, le comptage transmis à la FAO est de 48 916 chevaux, avec une relative stabilité du cheptel.
En 2012, Kathryn Monk et Yance De Fretes estiment que le programme de croisement avec le Pur-sang australien fait peser un important risque d'extinction sur la race locale originelle de Sumba. La thèse d'Alfriani Ndandara (Université de Sanata Dharma (en)), consacrée à la conscience écologique dans le roman canadien Béatrice et Virgile de Yann Martel et publiée en 2017, soutient également l'idée d'un déclin du Sumba de pure race en raison d'erreurs humaines et d'une mauvaise gestion des terres, ajoutant que les Indonésiens y apportent des réponses « insignifiantes ». La conjonction entre le faible niveau d'éducation des propriétaires de chevaux et la méconnaissance de la gestion des animaux a conduit à des pratiques inappropriées au regard de l'environnement de l'île, mettant en péril la continuité des traditions culturelles.

## Aspects socio-culturels

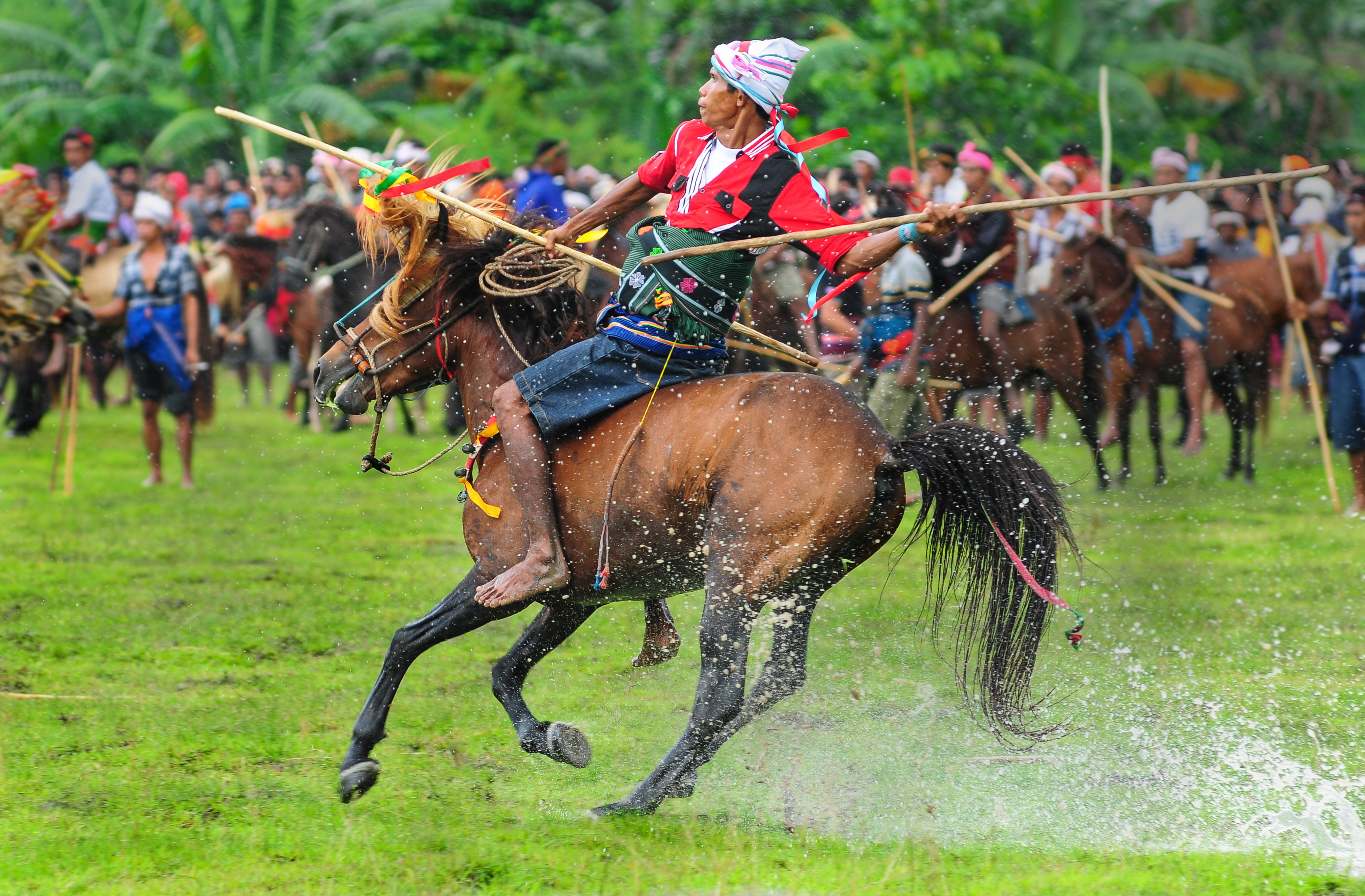
Cavalier de Sumba lors d'une compétition de pasola.

Comme les bovins, les chevaux jouent un rôle socio-culturel important dans les cérémonies traditionnelles (marapu) de certaines communautés indigènes de l'île de Sumba,,,. Ces cérémonies sont en relation avec la mort (impliquant le sacrifice du cheval), ou encore avec le mariage, durant lequel il est courant (voire quasiment « obligatoire ») qu'un cheval soit offert en dot au marié. Le cheval est intégré au système de croyances mythologiques des Sumbanais ; il est un serviteur du vivant de ses propriétaires (aidant au transport), puis est sacrifié pour accompagner les morts dans l'au-delà.
La majorité des propriétaires de chevaux du kabupaten de Sumba du Sud-Ouest (54,43 %), interrogés en 2018, déclarent élever leurs chevaux pour des motifs non-économiques, à savoir, essentiellement pour fournir des dots de mariage. Les autres motifs invoqués sont la participation à des courses, le statut social, et l'usage du cheval comme moyen de transport. Une majorité d'éleveurs n'ont jamais consommé, ni la viande du cheval Sandalwood, ni le lait des juments. La durabilité des aspects socio-culturels liés au cheval dans cette région a été analysée comme modérée.
L'élevage de chevaux est généralement une affaire de famille, les connaissances étant transmises de génération en génération. En général, les hommes et les enfants fournissent la nourriture aux chevaux, tandis que les femmes leur fournissent l'eau. Cependant, le cheval est culturellement associé aux hommes, devenant, selon Randu, un symbole de masculinité responsable. Les femmes ne gèrent l'élevage que lorsqu'elles reprennent les affaires familiales, ou si leur mari décède. Dans le kabupaten de Sumba du Sud-Ouest, les familles d'éleveurs de chevaux se composent en moyenne de 4 à 7 personnes, dont 3 à 4 personnes à charge.
Pour les familles de Sumba, les courses de chevaux ne sont pas seulement une activité sportive et une petite entreprise, mais aussi, et surtout, un moyen de prouver qu'une personne ordinaire peut triompher de riches entrepreneurs (notamment chinois) et de puissants officiels du gouvernement. Le professeur d'anthropologie Joel C. Kuipers cite l'exemple, en 1980, d'un cavalier pauvre dans le kabupaten de Sumba occidental, dont la monture a triomphé de celle du régent du kapubaten durant une course majeure.
Le cheval Sandalwood a servi de source d'inspiration à la décoration intérieure de l'hippodrome de Pasuruan, sur l'île de Java.

### Ngara ndana, «nom du cheval»
Le nom honorifique (en bima-sumba : ngara ndana, soit « nom du cheval ») revêt une importance particulière ; d'après Kuipers, nommer un cheval permet de l'identifier à son propriétaire et d'en faire un vecteur de prestige, avec une part de risque : si un cheval de course obtient de mauvais résultats, la fortune et la réputation de ses propriétaires s'en trouvent affectées. Ce ngara ndana a typiquement une structure trinominale, telle que Ndende Kiku, Ndara (« Queue Dressée, le cheval »). L'usage du ngara ndana est typique des populations non-chrétiennes de Sumba, signalant des rituels païens et une croyance aux esprits ancestraux. Le « nom du cheval » n'est pas donné qu'à des chevaux : un père de famille peut transmettre son ngara ndana à ses propres enfants, si lui-même l'a reçu de ses ancêtres masculins. Le « nom du cheval » est fréquent chez les chefs de lignages et de tribus, à l'exemple du Raja Yoseph Malo, Ndara Dang-gadora, soit « le cheval qui se précipite ici et là ».
Selon Kuipers, le nommage des chevaux de course par des noms prestigieux n'est pas qu'une tradition ; c'est aussi un moyen de provoquer les autorités publiques et les riches entrepreneurs de Sumba.

### Danses traditionnelles

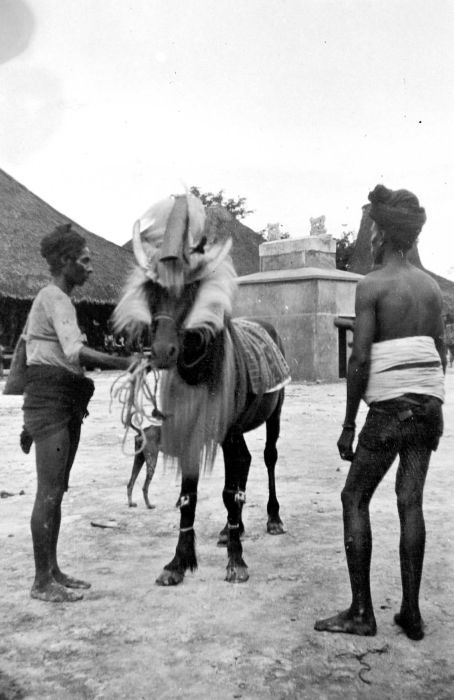
Démonstration d'une danse de chevaux sur Sumba, en 1931.

Le petit cheval de Sumba est connu à travers son utilisation dans les danses traditionnelles,,,,. Il est monté à cru avec une bride sans mors par un enfant, tenu en longe par un adulte, et danse avec des cloches attachées aux genoux,. La croyance veut que les yeux des chevaux brillent et s'agrandissent lorsqu'ils sont pris par le rythme de la danse.

### Pasola
Le cheval de Sumba est, enfin, monté lors du pasola, une compétition rituelle de lancer de lances, qui forme aussi un sport national indonésien,,, faisant du kabupaten de Sumba du Sud-Ouest une destination touristique potentielle. Le pasola est organisé chaque année au mois de février ou de mars.
En 2018, un sondage mené auprès de propriétaires de chevaux Sandalwood montés pour le pasola dans les districts de Kodi, Kodi Bangedo et Kodi Balaghar, montre que ces propriétaires équins sont des hommes en âge de travailler, avec 21 à 31 ans d'expérience des chevaux, et possédant moins de 5 chevaux. Plus des deux tiers n'ont suivi aucune formation en élevage. La moyenne d'âge de ces éleveurs est de 43 ans, ce qui témoigne d'un vieillissement progressif des éleveurs de chevaux.
D'après l'analyse de Melkianus D. S. Randu, le kabupaten de Sumba du Sud-Ouest devrait soutenir et développer la place du cheval dans les cérémonies et les traditions culturelles (en particulier le pasola), afin d'en faire un vecteur de tourisme et une « attraction ».